# کی نو تسورایوکی
کی نو تسورایوکی (انگلیسی: Ki no Tsurayuki؛ زاده ۰۸۷۲ درگذشته ۰۹۴۵) یک نویسنده اهل ژاپن بود.